# جيسيكا ماكهيو
جيسيكا ماكهيو (بالإنجليزية: Jessica McHugh)‏ (15 نوفمبر 1982)؛ روائية أمريكية.